# Ashtabula River
Der Ashtabula River (von Ashtabula, gesprochen [æʃtəˈbjuːlə]) ist ein 64 Kilometer langer Fluss im Ashtabula County im US-Bundesstaat Ohio. Der Fluss entsteht durch den Ost- und den Westzufluss im Monroe Township und mündet auf einer Höhe von 174 m in Ashtabula in den Eriesee. Dabei entwässert er ein Gebiet von 355 km².
| East Branch Ashtabula River |                                                                           |                                                                           |
| Gewässerkennzahl            | US: 1039968                                                               | US: 1039968                                                               |
| Lage                        | Pennsylvania und Ohio                                                     | Pennsylvania und Ohio                                                     |
| Flusssystem                 | Sankt-Lorenz-Strom                                                        | Sankt-Lorenz-Strom                                                        |
| Abfluss über                | Ashtabula River → Niagara River → Sankt-Lorenz-Strom → Atlantischer Ozean | Ashtabula River → Niagara River → Sankt-Lorenz-Strom → Atlantischer Ozean |
| Quelle                      | im Crawford County (Pennsylvania) 41° 41′ 27″ N, 80° 30′ 56″ W            | im Crawford County (Pennsylvania) 41° 41′ 27″ N, 80° 30′ 56″ W            |
| Zusammenfluss               | mit dem West Branch zum Ashtabula River 41° 48′ 51″ N, 80° 36′ 57″ W      | mit dem West Branch zum Ashtabula River 41° 48′ 51″ N, 80° 36′ 57″ W      |

| West Branch Ashtabula River |                                                                           |                                                                           |
| Gewässerkennzahl            | US: 1066258                                                               | US: 1066258                                                               |
| Flusssystem                 | Sankt-Lorenz-Strom                                                        | Sankt-Lorenz-Strom                                                        |
| Abfluss über                | Ashtabula River → Niagara River → Sankt-Lorenz-Strom → Atlantischer Ozean | Ashtabula River → Niagara River → Sankt-Lorenz-Strom → Atlantischer Ozean |
| Quelle                      | im Ashtabula County 41° 39′ 32″ N, 80° 34′ 19″ W                          | im Ashtabula County 41° 39′ 32″ N, 80° 34′ 19″ W                          |
| Zusammenfluss               | mit dem East Branch zum Ashtabula River 41° 48′ 52″ N, 80° 36′ 57″ W      | mit dem East Branch zum Ashtabula River 41° 48′ 52″ N, 80° 36′ 57″ W      |